# B&B Hotels-KTM
La B&B Hotels-KTM, nota in passato come Vital Concept, era una squadra maschile francese di ciclismo su strada. Attiva dal 2018 al 2022 e diretta da Jérôme Pineau, ebbe, nei cinque anni di attività, licenza di UCI ProTeam, seconda categoria del ciclismo mondiale.

## Storia

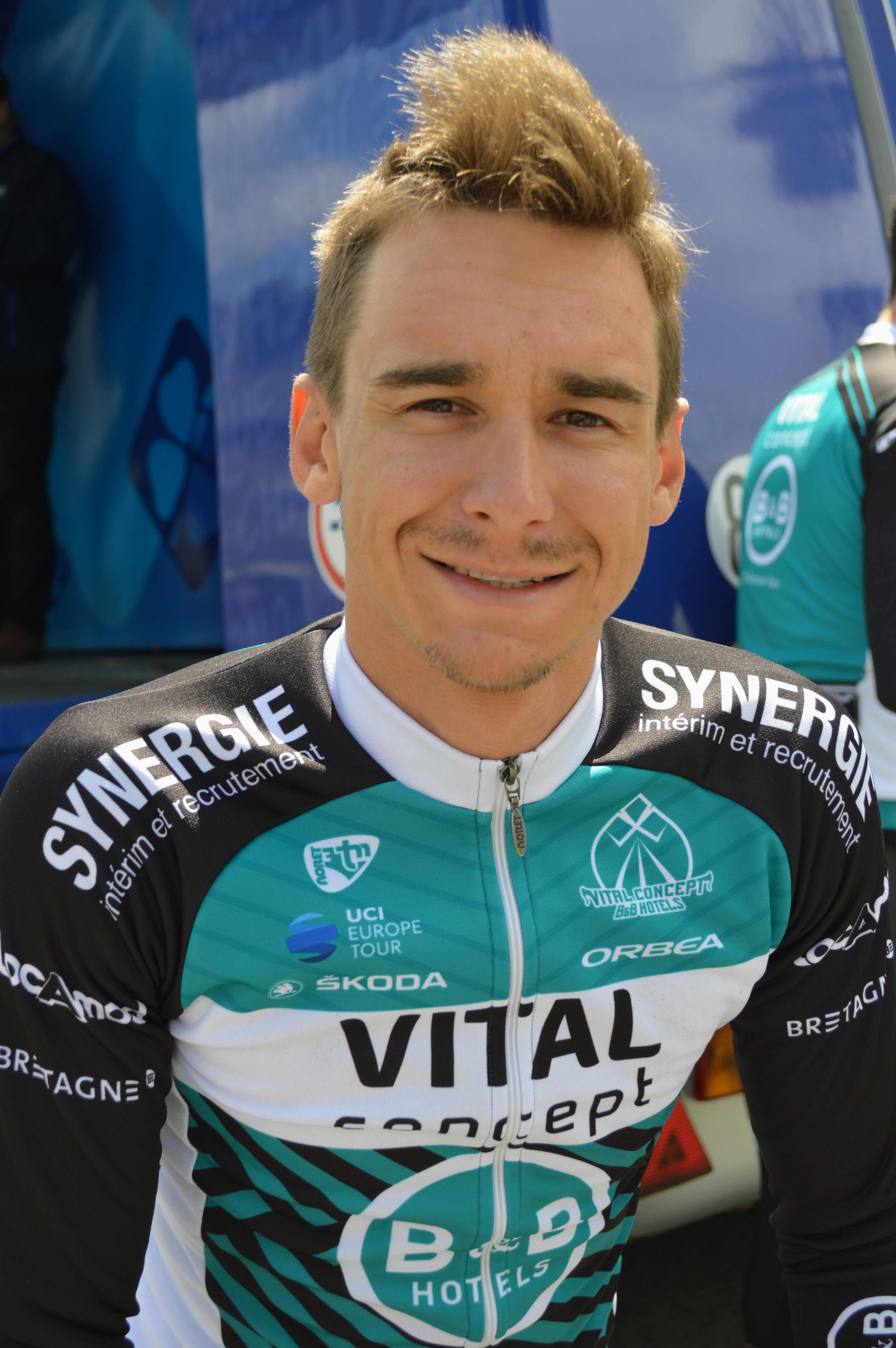
Bryan Coquard, vincitore di 12 corse in maglia Vital Concept/B&B Hotels (tre nel 2018, otto nel 2019, una nel 2020)

La squadra Vital Concept Cycling Club viene presentata nell'agosto 2017, acquisendo licenza Professional Continental per la stagione 2018. La base viene stabilita a Theix, in Bretagna, sotto la direzione generale di Jérôme Pineau. All'ex professionista normanno viene affidato un budget di circa 6 milioni di euro, coperto da sponsor come Vital Concept (già partner nel biennio 2016-2017 dell'altro team bretone Fortuneo-Vital Concept), che dà il nome alla squadra, e Orbea. Il ciclista di maggior spicco del nuovo team è Bryan Coquard, affiancato da altri diciannove compagni. Obiettivo della dirigenza, già per il primo anno di attività, è la partecipazione alle Grandi classiche e al Tour de France.
La prima vittoria della stagione 2018 arriva già in gennaio, all'esordio assoluto nelle corse UCI, quando Julien Morice si aggiudica il prologo di apertura dello Sharjah Tour, gara dell'Asia Tour. Durante la stagione Coquard ottiene tre successi, in frazioni a Tour of Oman, Quatre Jours de Dunkerque e Giro del Belgio, inoltre Lorrenzo Manzin vince una tappa al Tour du Limousin e Jonas Van Genechten l'Omloop van het Houtland.
Nel 2019 nuovo secondo sponsor è la catena alberghiera bretone B&B Hotels, che nella stagione seguente diventa primo nome del team. Le principali vittorie stagionali arrivano  ancora con Coquard, vincitore di otto corse, tra cui una tappa al Giro del Belgio, una alla Quatre Jours de Dunkerque e una all'Arctic Race of Norway. Nel 2020 il primo sponsor diventa B&B Hotels; la squadra viene invitata per la prima volta al Tour de France. In quella Grande Boucle Pierre Rolland è secondo nella tappa di Sarran, e diciottesimo nella classifica generale finale.
Nel 2021 e nel 2022 la squadra è invitata nuovamente al Tour de France; non arrivano però successi in gare World Tour e ProSeries. A fine 2022 la squadra viene chiusa a causa del ritiro dei principali sponsor.

## Cronistoria

### Annuario
| Anno | Codice | Nome                             | Cat. | Biciclette | Dirigenza |
| ---- | ------ | -------------------------------- | ---- | ---------- | --- |
| 2018 | VCC    | Vital Concept Cycling Club       | PCT  | Orbea      | Manager: Jérôme Pineau Dir. sportivi: Didier Rous, Yvonnick Bolgiani, Jimmy Engoulvent, Gilles Pauchard                                               |
| 2019 | VCB    | Vital Concept-B&B Hotels         | PCT  | Orbea      | Manager: Jérôme Pineau Dir. sportivi: Didier Rous, Yvonnick Bolgiani, Jimmy Engoulvent, Gilles Pauchard                                               |
| 2020 | BVC    | B&B Hotels-Vital Concept p/b KTM | PRT  | KTM        | Manager: Jérôme Pineau Dir. sportivi: Didier Rous, Yvonnick Bolgiani, Samuel Dumoulin, Jimmy Engoulvent, Gilles Pauchard                              |
| 2021 | BBK    | B&B Hotels p/b KTM               | PRT  | KTM        | Manager: Jérôme Pineau Dir. sportivi: Didier Rous, Yvonnick Bolgiani, Samuel Dumoulin, Jimmy Engoulvent, Gilles Pauchard                              |
| 2022 | BBK    | B&B Hotels-KTM                   | PRT  | KTM        | Manager: Jérôme Pineau Dir. sportivi: Didier Rous, Steve Arbault, Yvonnick Bolgiani, Samuel Dumoulin, Jimmy Engoulvent, Gilles Pauchard, Jimmy Turgis |

### Classifiche UCI
| Anno | Classifica    | Pos. | Migliore cl. individuale |
| ---- | ------------- | ---- | ------------------------ |
| 2018 | Asia T.       | 40º  | Bryan Coquard (105º)     |
| 2018 | Europe T.     | 11º  | Lorrenzo Manzin (75º)    |
| 2019 | Europe T.     | 8º   | Bryan Coquard (58º)      |
| 2020 | Europe T.     | 7º   | Bryan Coquard (119º)     |
| 2020 | World Ranking | 26º  | Bryan Coquard (145º)     |
| 2021 | World Ranking | 24º  | Franck Bonnamour (109º)  |
| 2022 | World Ranking | 23º  | Luca Mozzato (66º)       |

## Palmarès
Aggiornato al 31 dicembre 2022.

### Grandi Giri
- Giro d'Italia

Partecipazioni: 0
- Tour de France

Partecipazioni: 3 (2020, 2021, 2022)
Vittorie di tappa: 0
Vittorie finali: 0
Altre classifiche: 1
2021: Combattività (Franck Bonnamour)
- Vuelta a España

Partecipazioni: 0

## Organico 2022
Aggiornato al 31 dicembre 2022.

### Staff tecnico
|  | Naz.               | Ruolo | Sportivo          |  |  |  |
|  | ------------------ | ----- | ----------------- |  |  |  |
|  | Francia (bandiera) | GM    | Jérôme Pineau     |  |  |  |
|  | Francia (bandiera) | DS    | Didier Rous       |  |  |  |
|  | Francia (bandiera) | DS    | Steve Arbault     |  |  |  |
|  | Francia (bandiera) | DS    | Yvonnick Bolgiani |  |  |  |
|  | Francia (bandiera) | DS    | Samuel Dumoulin   |  |  |  |
|  | Francia (bandiera) | DS    | Jimmy Engoulvent  |  |  |  |
|  | Francia (bandiera) | DS    | Gilles Pauchard   |  |  |  |
|  | Francia (bandiera) | DS    | Jimmy Turgis      |  |  |  |

### Rosa
|  | Naz.                |  | Sportivo              | Anno |  |  |
|  | ------------------- |  | --------------------- | ---- |  |  |
|  | Francia (bandiera)  |  | Pierre Barbier        | 1997 |  |  |
|  | Francia (bandiera)  |  | Cyril Barthe          | 1996 |  |  |
|  | Francia (bandiera)  |  | Alan Boileau          | 1999 |  |  |
|  | Francia (bandiera)  |  | Franck Bonnamour      | 1995 |  |  |
|  | Francia (bandiera)  |  | Maxime Chevalier      | 1999 |  |  |
|  | Belgio (bandiera)   |  | Jens Debusschere      | 1989 |  |  |
|  | Francia (bandiera)  |  | Thibault Ferasse      | 1994 |  |  |
|  | Francia (bandiera)  |  | Cyril Gautier         | 1987 |  |  |
|  | Francia (bandiera)  |  | Alexis Gougeard       | 1993 |  |  |
|  | Germania (bandiera) |  | Miguel Heidemann      | 1998 |  |  |
|  | Francia (bandiera)  |  | Jonathan Hivert       | 1985 |  |  |
|  | Francia (bandiera)  |  | Quentin Jauregui      | 1994 |  |  |
|  | Francia (bandiera)  |  | Victor Koretzky       | 1994 |  |  |
|  | Francia (bandiera)  |  | Adrien Lagrée         | 1997 |  |  |
|  | Francia (bandiera)  |  | Axel Laurance         | 2001 |  |  |
|  | Francia (bandiera)  |  | Jérémy Lecroq         | 1995 |  |  |
|  | Francia (bandiera)  |  | Cyril Lemoine         | 1983 |  |  |
|  | Belgio (bandiera)   |  | Eliot Lietaer         | 1990 |  |  |
|  | Francia (bandiera)  |  | Julien Morice         | 1991 |  |  |
|  | Italia (bandiera)   |  | Luca Mozzato          | 1998 |  |  |
|  | Canada (bandiera)   |  | Raphaël Parisella     | 2002 |  |  |
|  | Francia (bandiera)  |  | Pierre Rolland        | 1986 |  |  |
|  | Austria (bandiera)  |  | Sebastian Schönberger | 1994 |  |  |
|  | Belgio (bandiera)   |  | Jordi Warlop          | 1996 |  |  |